# Tuamotuichthys
Tuamotuichthys es un género de peces marinos actinopeterigios, distribuidos por el océano Pacífico.

## Especies
Existen tres especies reconocidas en este género:
- Tuamotuichthys bispinosus Møller, Schwarzhans y Nielsen, 2004[2]
- Tuamotuichthys marshallensis Nielsen, Schwarzhans, Møller y Randall, 2006[3]
- Tuamotuichthys schwarzhansi Nielsen y Møller, 2008[4]